# Hadinec

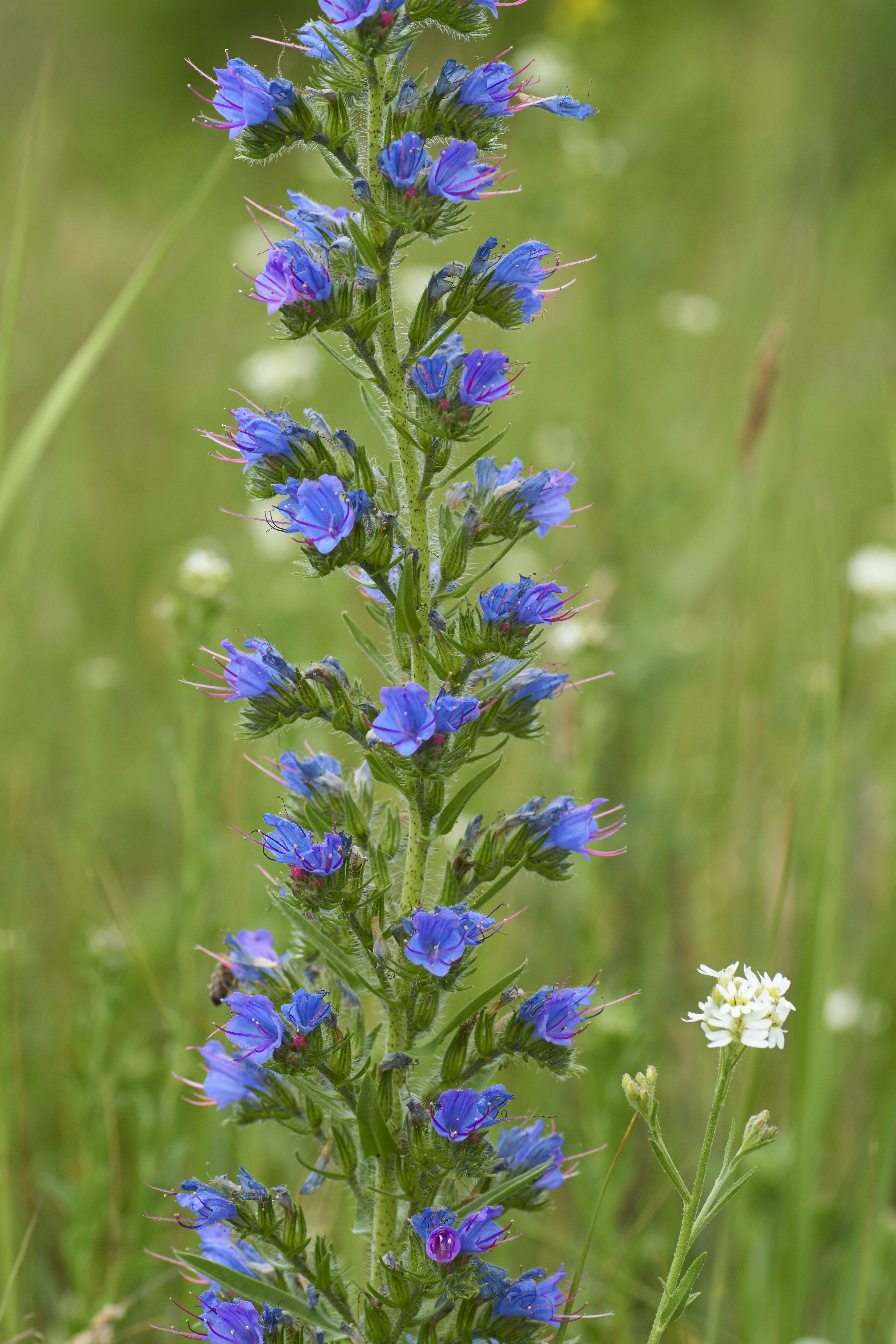
Květenství hadince obecného

Hadinec (Echium) je rod rostlin z čeledi brutnákovité. Jsou to štětinatě chlupaté byliny, keře a stromy s jednoduchými střídavými listy. Květy jsou zvonkovité, lehce dvoustranně souměrné, uspořádané v hustém, složeném, hroznovitém květenství. Plodem je tvrdka. Rod zahrnuje asi 70 druhů. Je rozšířen ve Středomoří, Makaronésii, západní Asii a Arábii, některé druhy se sekundárně rozšířily i do jiných oblastí světa. Specializovanou skupinu vesměs dřevnatých zástupců představují endemické druhy vyskytující se na souostrovích Makaronésie (Kanárské ostrovy, Madeira a Kapverdy). V České republice se vyskytuje hadinec obecný. Hadinec červený, rostoucí na jižní Moravě, byl přeřazen do nového rodu Pontechium.
Hadince jsou jedovaté rostliny, které obsahují pyrrolizidinové alkaloidy, způsobující nevratné poškození jater. Některé druhy jsou pěstovány jako okrasné rostliny.

## Popis
Hadince jsou jednoleté, dvouleté nebo vytrvalé byliny, polokeře nebo keře až stromy. Rostliny bývají štětinatě chlupaté. Listy jsou jednoduché, střídavé, uspořádané v přízemní růžici nebo lodyžní.
Květy jsou uspořádané v hustých úžlabních vijanech, skládajících nepravý hrozen.
Kalich je téměř až k bázi členěný na 5 úzkých laloků. Koruna je bílá, modrá, fialová, růžová nebo červená (nikdy žlutá), zvonkovitá až trubkovitě zvonkovitá, více nebo méně dvoustranně souměrná, na vrcholu členěná na 5 krátkých, poněkud nestejných laloků. Tyčinek je 5, mají dlouhé tenké nitky nestejné délky a drobné prašníky. Jsou přirostlé v různé výšce v polovině nebo pod polovinou korunní trubky a často vyčnívají z květů. Čnělka je nitkovitá, vyčnívající z korunní trubky, na konci zpravidla dvouklaná, řidčeji celistvá. Plodem je tvrdka.

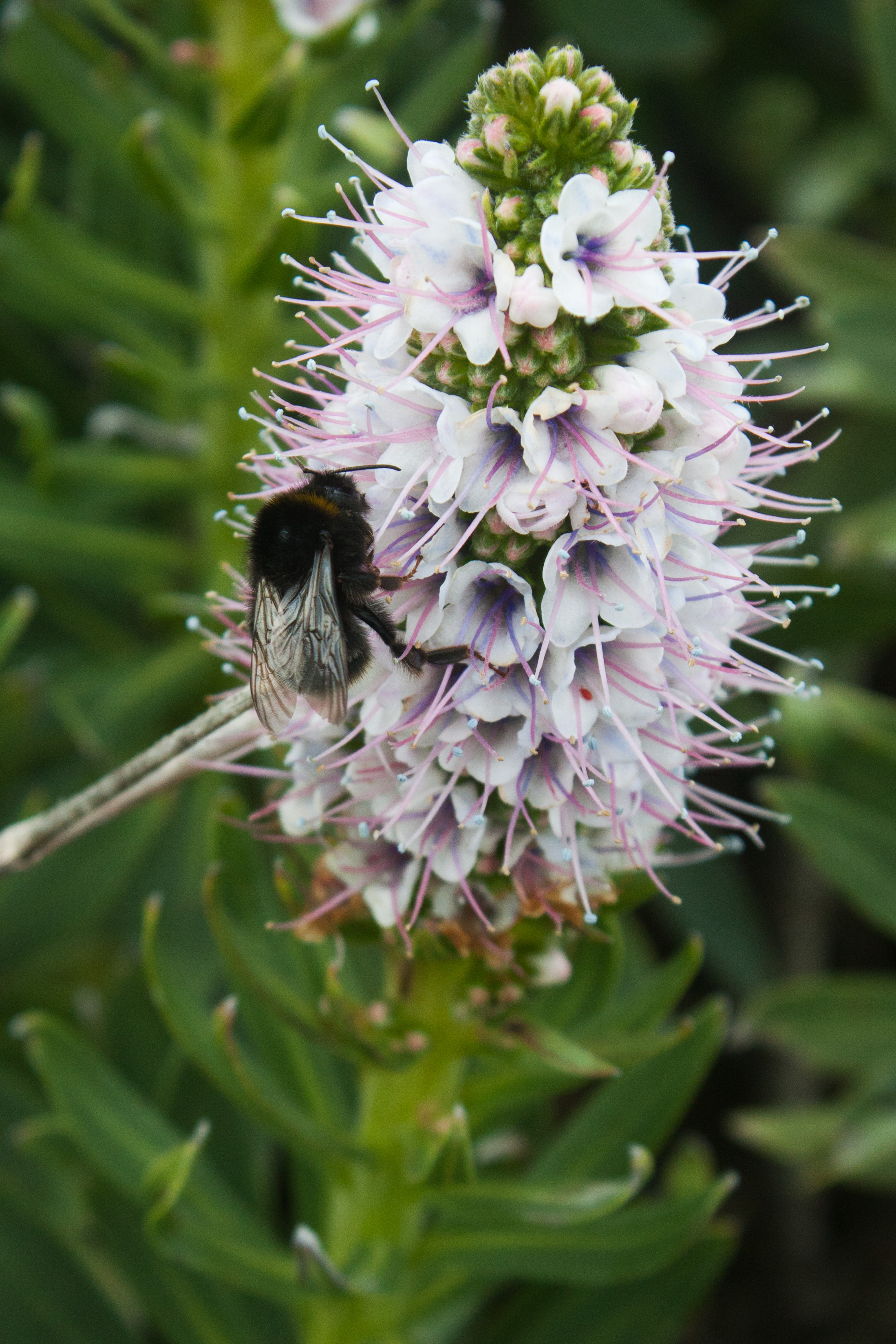
Květenství Echium hierrense
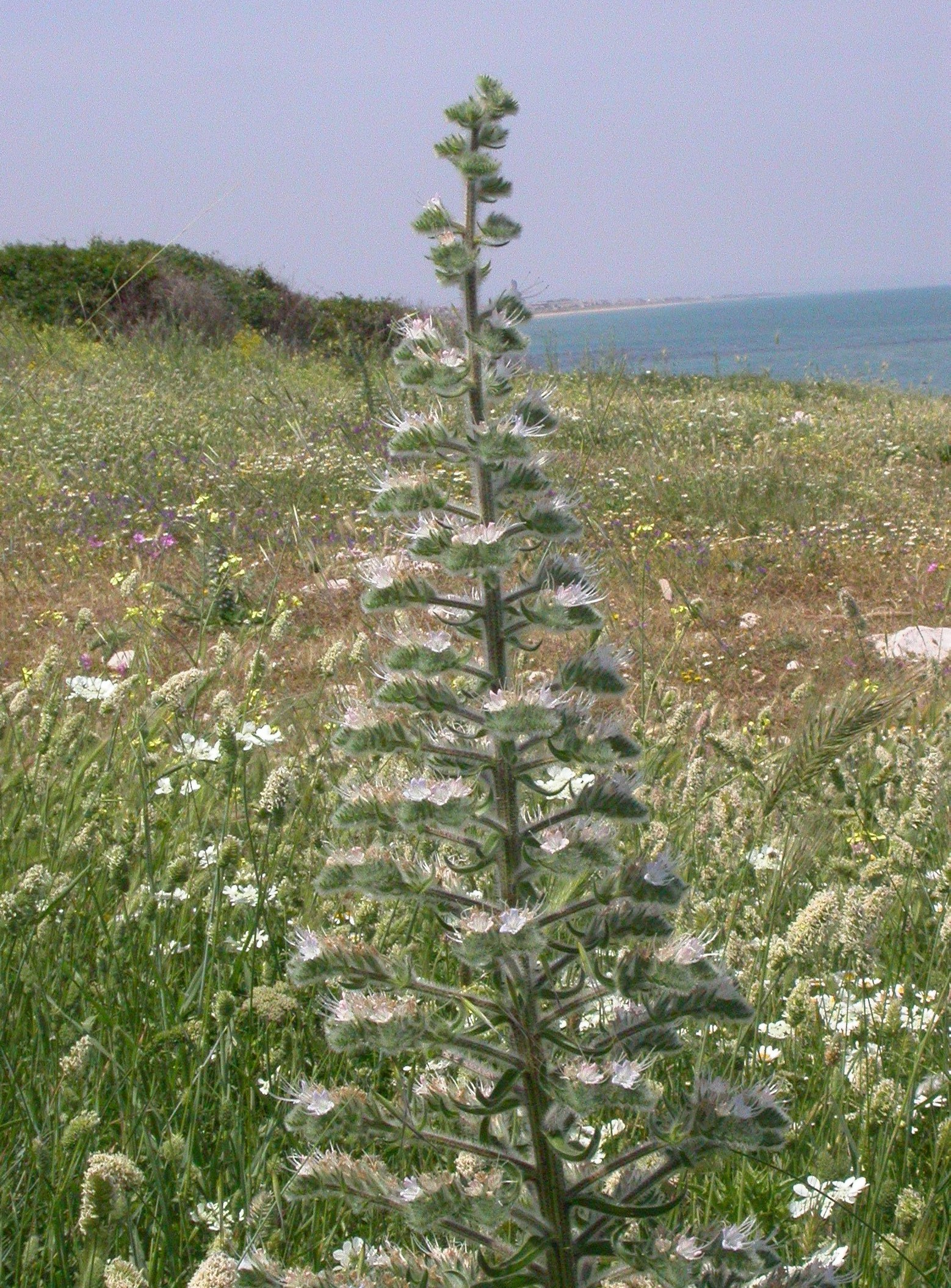
Hadinec italský
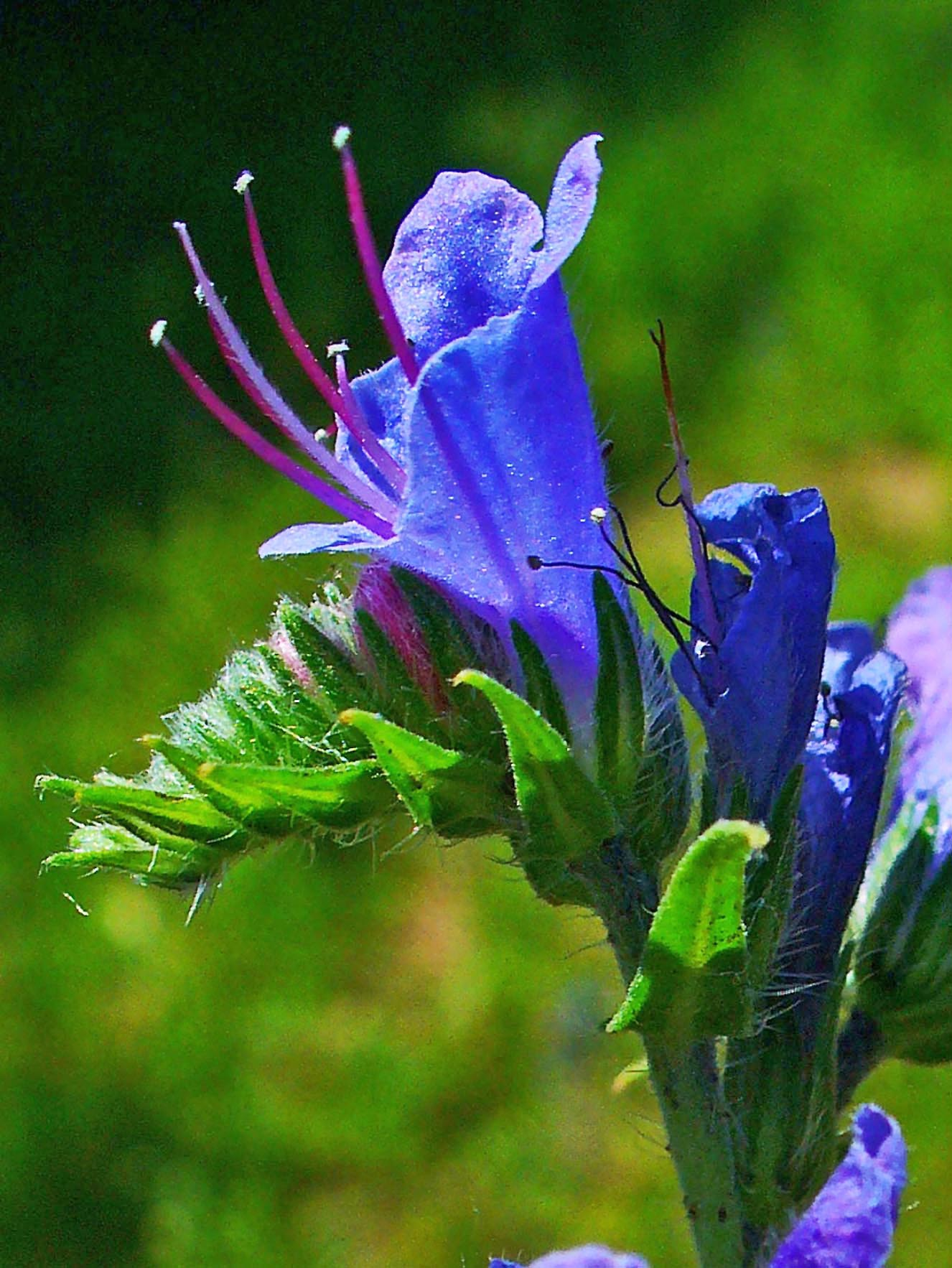
Detail květu hadince obecného

## Rozšíření
Rod hadinec zahrnuje celkem asi 73 druhů. Je rozšířen v Evropě, Africe, Makaronésii, Arábii, jihozápadní Asii a Kavkaze. Hadinec obecný byl již v dávných dobách zavlečen člověkem i dále na východ – na Sibiř, ruský Dálný východ a do severozápadní Číny.
V České republice roste jediný druh rodu Echium, hadinec obecný, který je dosti hojným druhem teplejších poloh celé republiky. Hadinec červený, vyskytující se na jižní Moravě (stepní Bílé Karpaty a Hustopečská pahorkatina), byl přeřazen do samostatného rodu Pontechium. V celé Evropě se vyskytuje dohromady asi 18 druhů hadinců, převážná většina ve Středomoří.
V Africe jsou hadince soustředěny v zemích kolem Středozemního moře a jen výjimečně zasahují i do severních částí subsaharské Afriky: Echium horridum a Echium trygorrhizum do Mauritánie, Echium humile do Čadu. V Makaronésii je centrum rozšíření na Kanárských ostrovech, kde roste 29 endemických druhů (včetně 2 hybridů). Na Madeiře a Kapverdách roste po 3 endemických druzích.
Některé druhy, zejm. hadinec obecný, hadinec italský a hadinec jitrocelovitý, byly zavlečeny i na jiné kontinenty, mezi jinými do Austrálie, subsaharské Afriky a Severní Ameriky.

## Hadince v Makaronésii

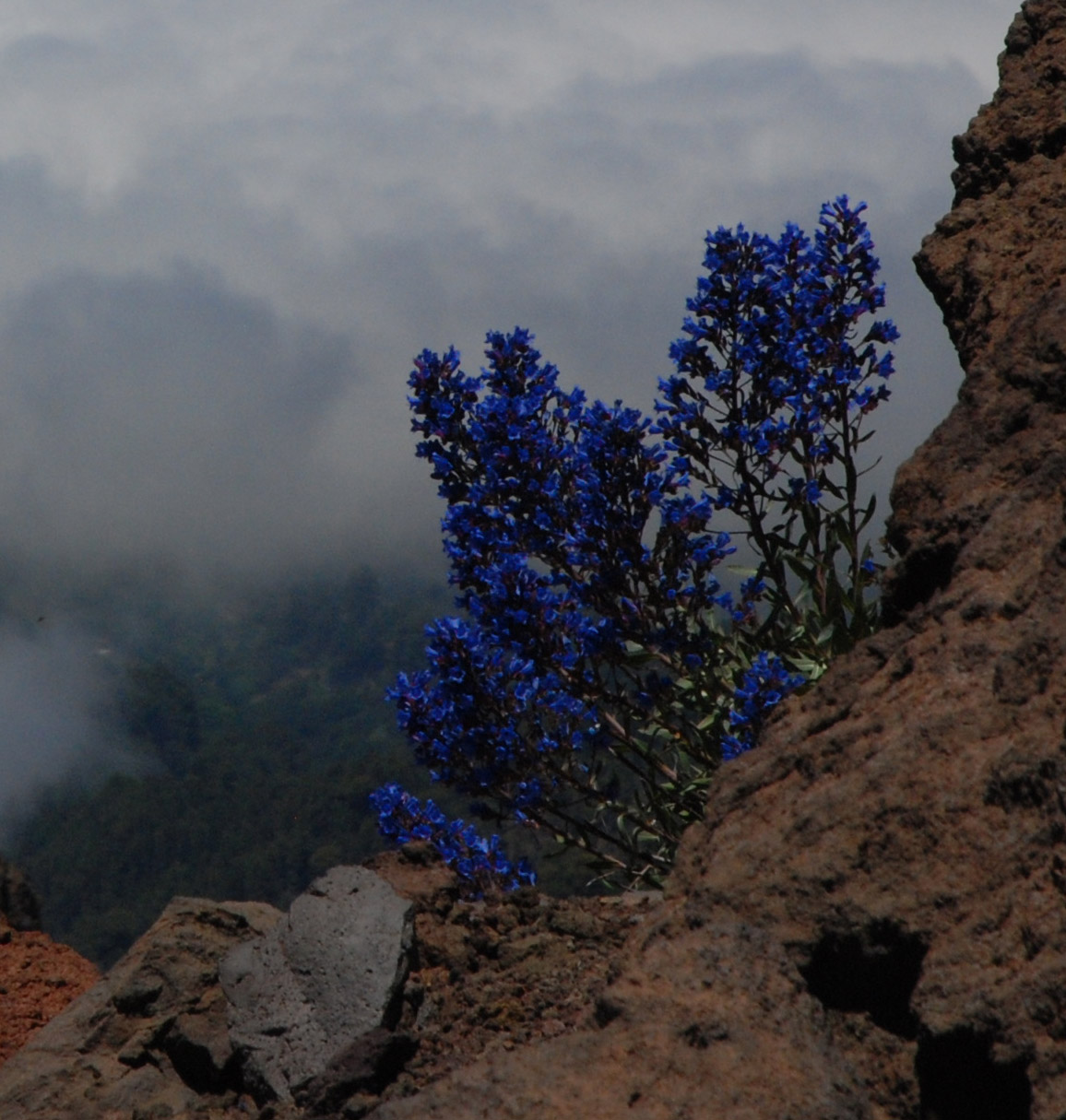
Echium gentianoides ve vysokých polohách ostrova La Palma

Hadince rostoucí na souostrovích Makaronésie jsou zajímavým příkladem speciace započaté dálkovým přenosem. Tvoří izolovanou skupinu 27 druhů, z nichž žádný se přirozeně nevyskytuje v pevninské Eurasii či Africe a naopak, žádný z pevninských druhů přirozeně neroste na těchto ostrovech. Molekulárními analýzami jaderné a plastidové DNA bylo prokázáno, že všechny makaronézské druhy vznikly speciací z jediného bylinného předka, který se na ostrovy dostal před asi 8 milióny let, resp. podle jiných zdrojů před 3,7 milióny let.
Všechny makaronézské druhy s výjimkou Echium bonnetii, Echium pitardii, Echium triste jsou dřeviny, zatímco pevninské druhy jsou jednoleté až vytrvalé byliny nebo jen výjimečně polokeře. Dřevnatý charakter se zřejmě objevil záhy po dálkovém přenosu. Zmíněné 3 bylinné druhy jsou jednoletky, bylinný charakter se u nich objevil až druhotně a vyvinuly se z původně dřevnatých předků.
Hadince v Makaronésii osídlily širokou škálu stanovišť a vytvořily se u nich zajímavé růstové formy. Rostou v xerofytní i vlhčí vegetaci, vavřínových a borovicových lesích i v subalpínských polohách. Jako první se diverzifikovaly na Kanárských ostrovech, přenos na Madeiru a Kapverdy byl pozdější a byl provázen další speciací. Ke kolonizaci Madeiry patrně došlo přenosem ptáky, neboť proběhla proti směru větrů i mořských proudů.

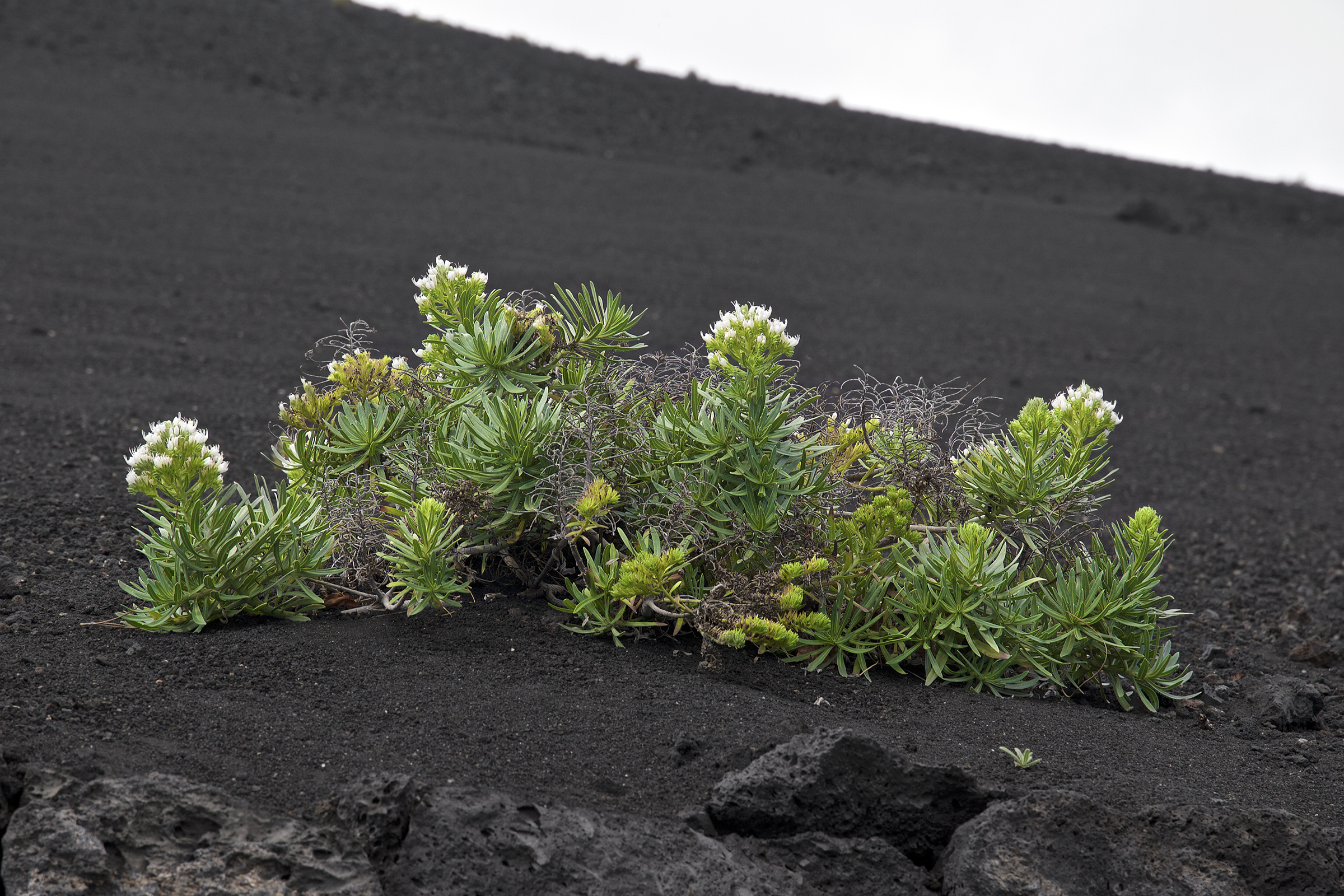
Bělokvětý druh Echium brevirame na lávovém svahu na ostrově La Palma
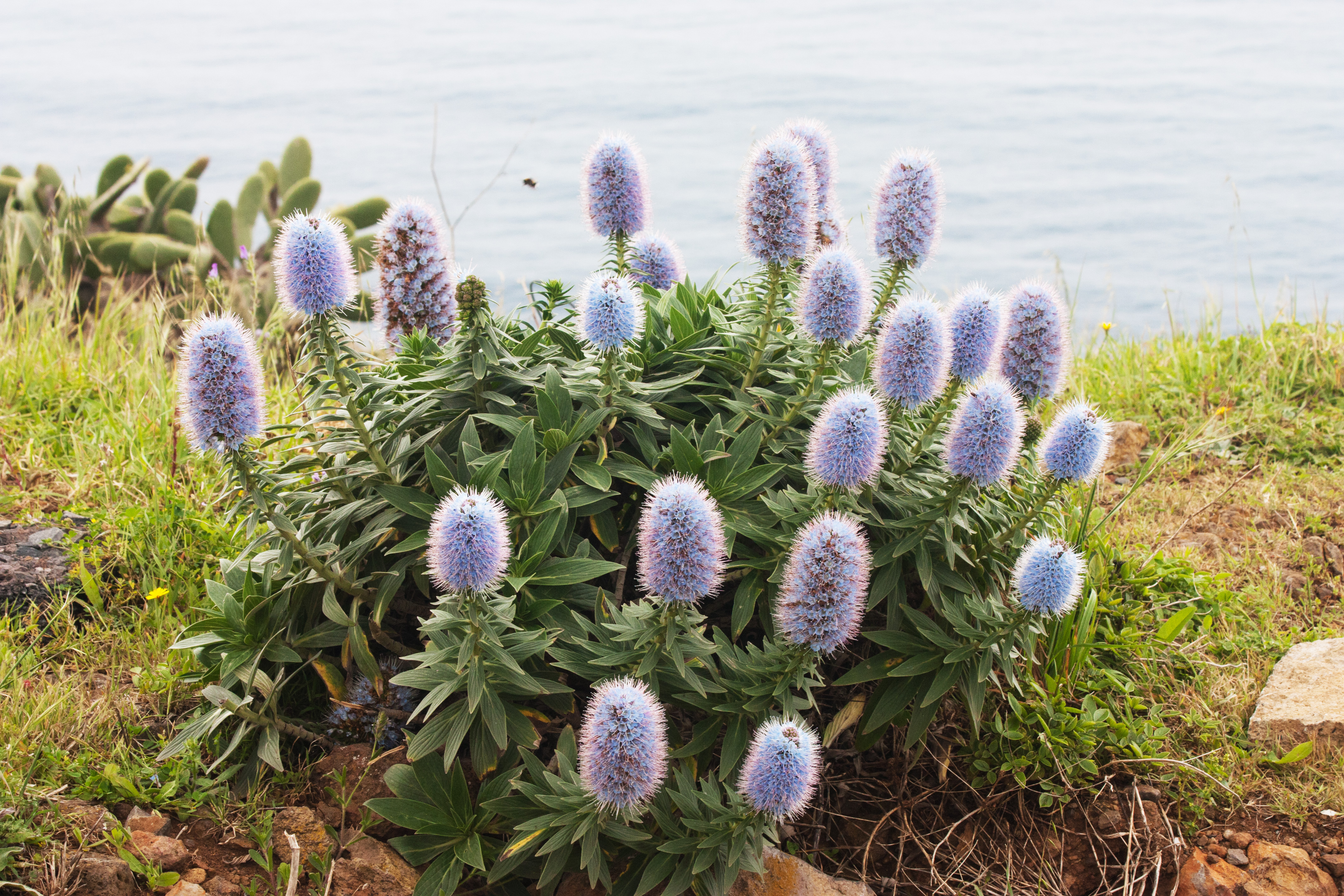
Echium nervosum na Madeiře
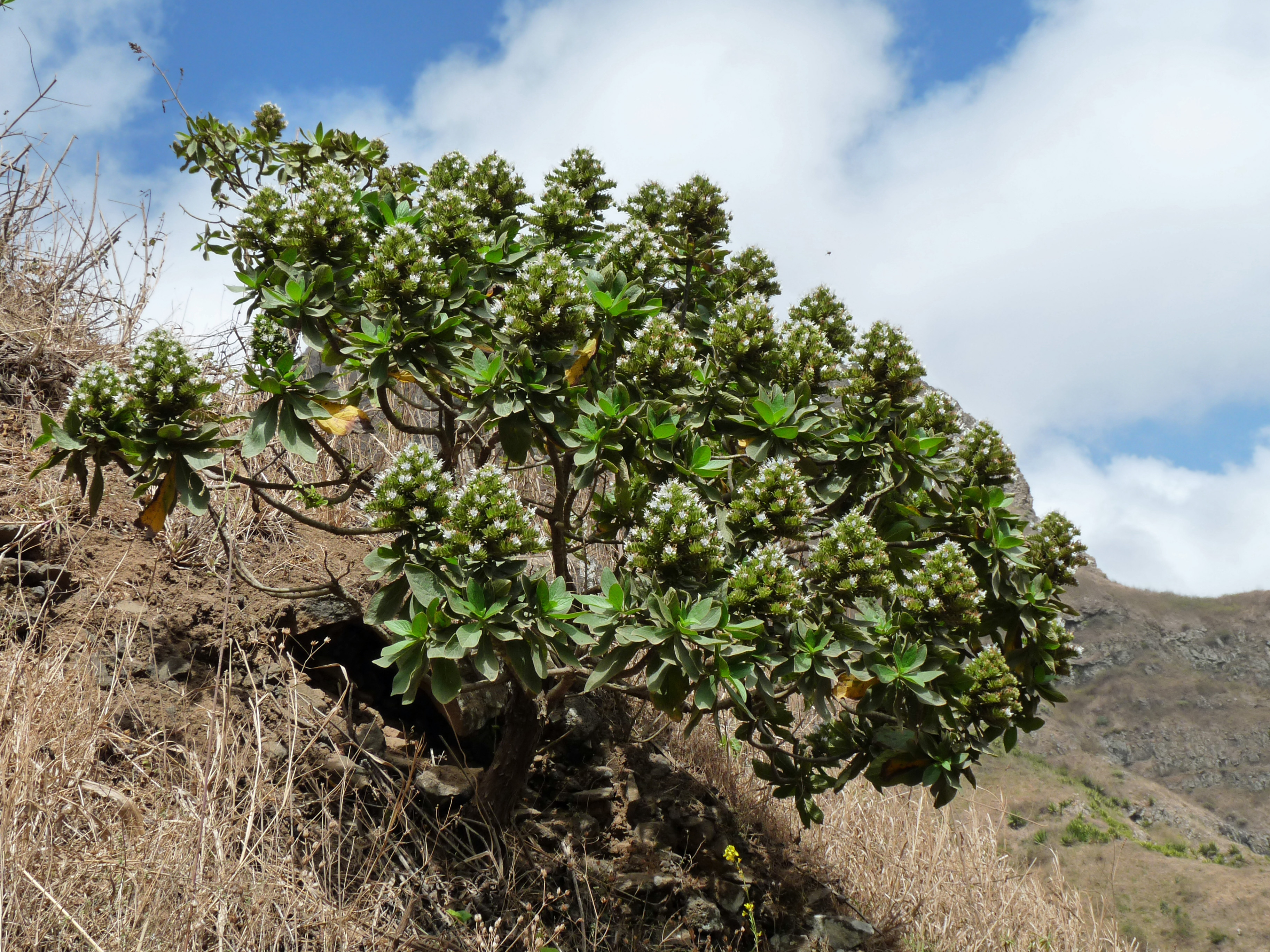
Stromovitý druh Echium hypertropicum na Kapverdách

## Ekologické interakce

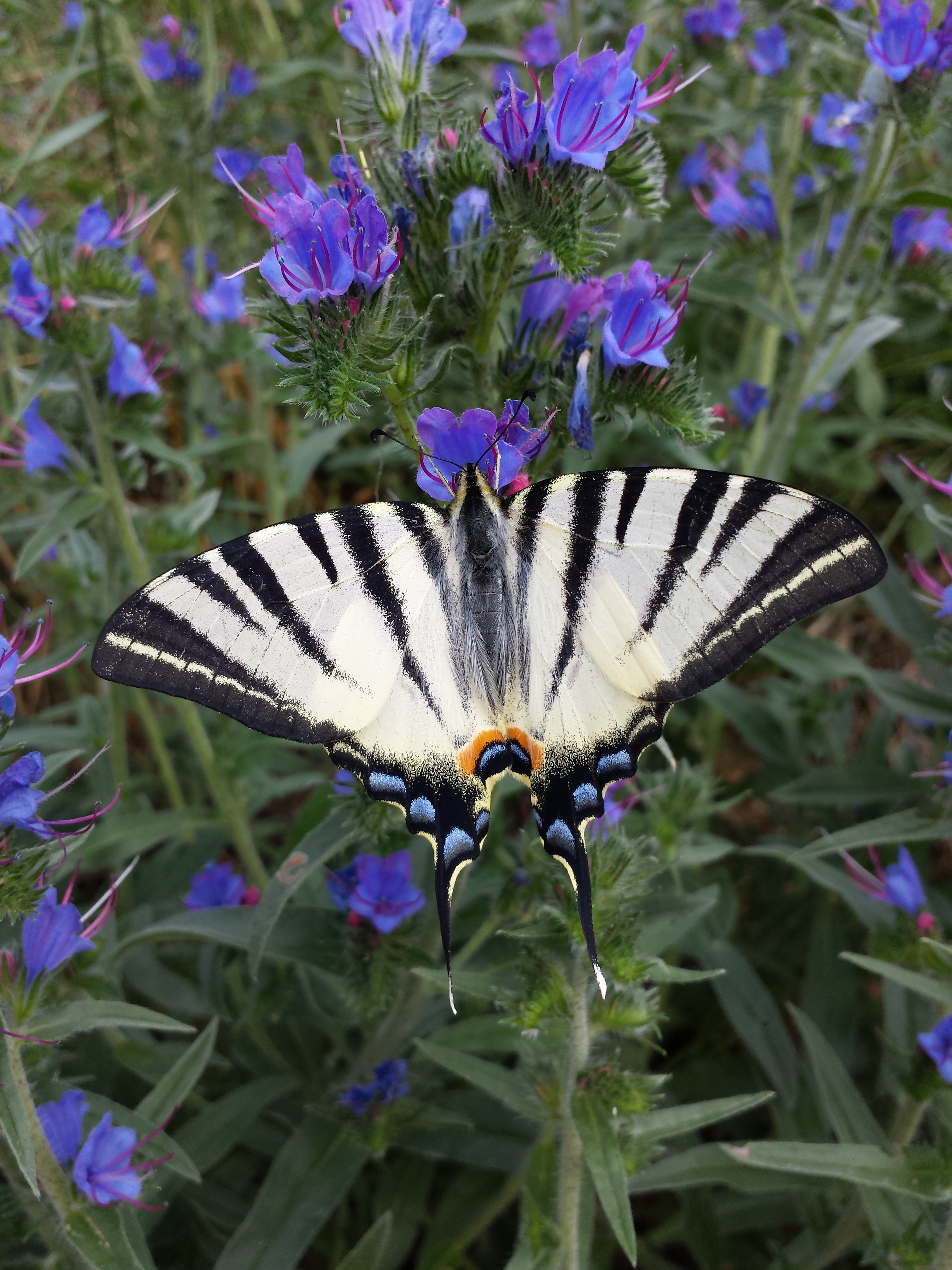
Otakárek na květech hadince obecného

Květy hadinců navštěvuje různý hmyz, zejména včely a čmeláci. Úzkou vazbu s hadincem obecným má včela zednice hadincová (Hoplitis adunca). Pro výživu larev sbírá téměř výhradně pyl a nektar tohoto druhu a jen zřídka navštěvuje i květy některých jiných brutnákovitých.
Většina kanárských druhů hadinců má světle modré nebo bílé květy, které jsou opylovány převážně samotářskými včelami. Červeně kvetoucí Hadinec teidský se tomuto modelu vymyká. Je to mohutná rostlina s hustým a bohatým vrcholovým květenstvím, dorůstajícím výšky až 4 metrů. Květy jsou nevonné a obsahují hojný, avšak neobvykle řídký nektar. Rostlina rozkvétá v nejsušším období a má se za to, že svým vodnatým nektarem poskytuje ptákům i včelám v suchém období zdroj vláhy. Z ptáků je navštěvuje budníček menší a kanár divoký, ze hmyzu blanokřídlí, různé mouchy a dlouhozobka svízelová.
Hadinec obecný je živnou rostlinou housenek drobné můry jménem skvrnuška stepní (Ethmia bipunctella). Ve stoncích žijí larvy kozlíčka kovolesklého (Opsilia coerulescens).

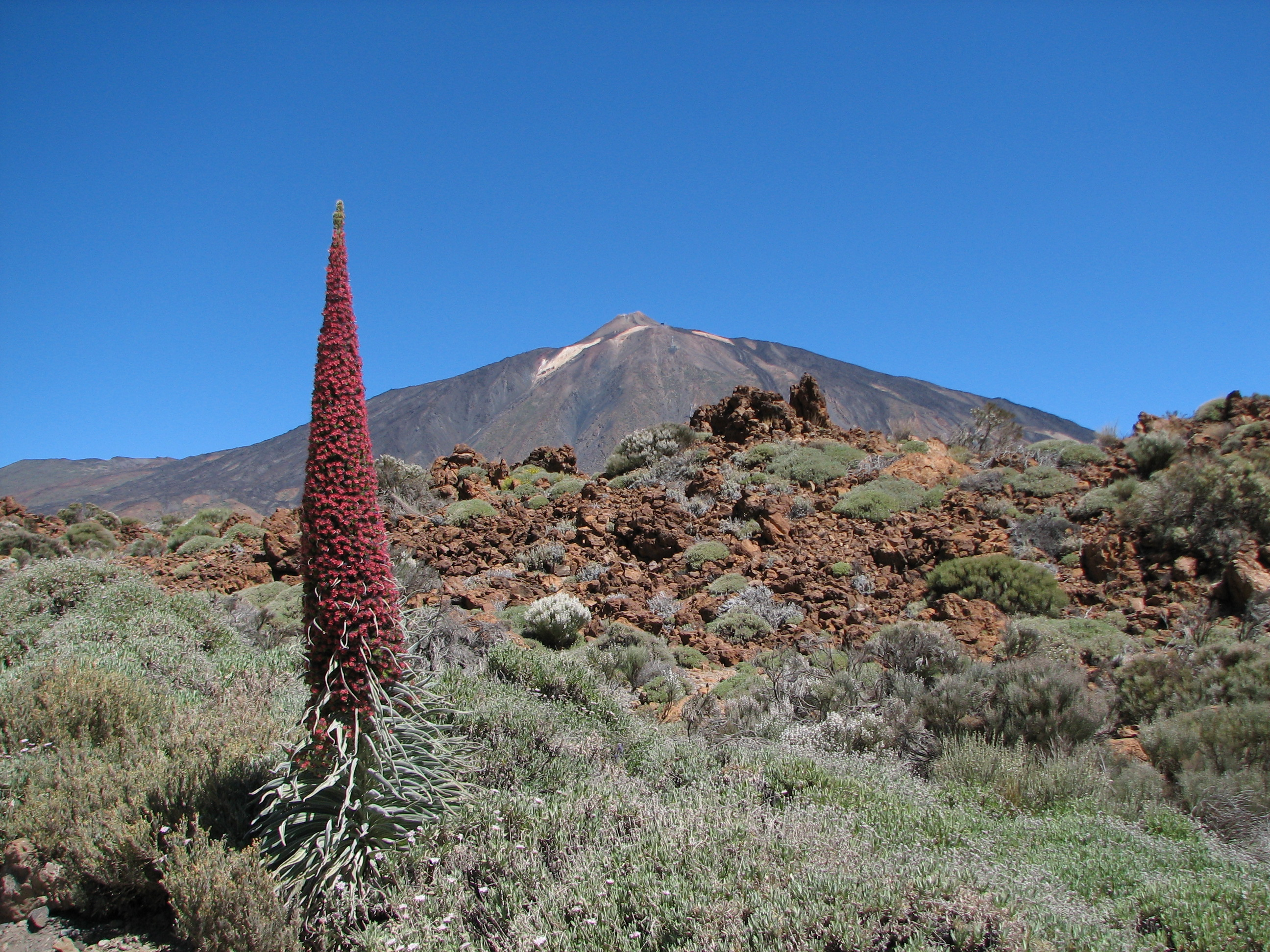
Kvetoucí hadinec teidský v přirozeném prostředí
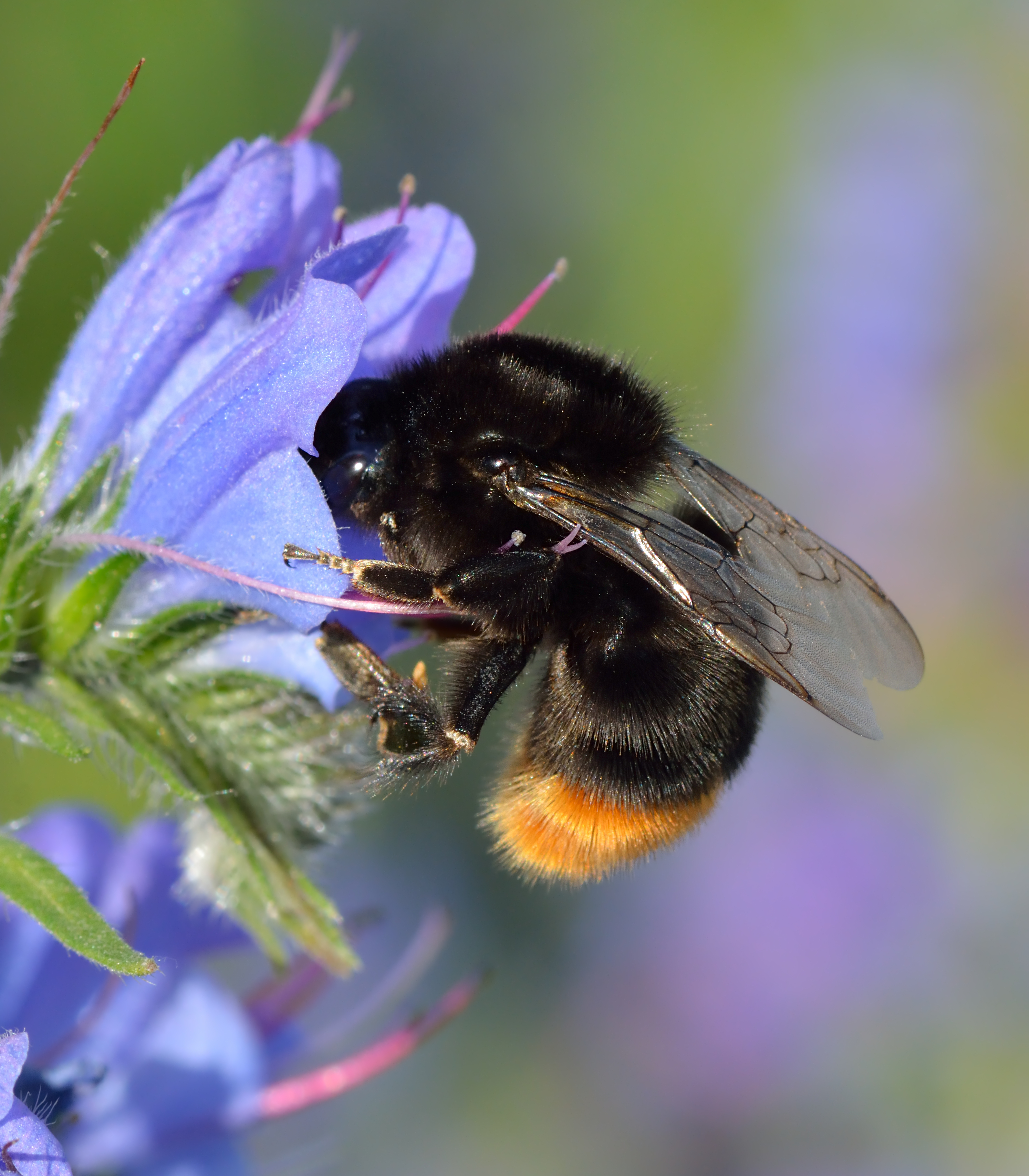
Čmelák skalní na květu hadince obecného
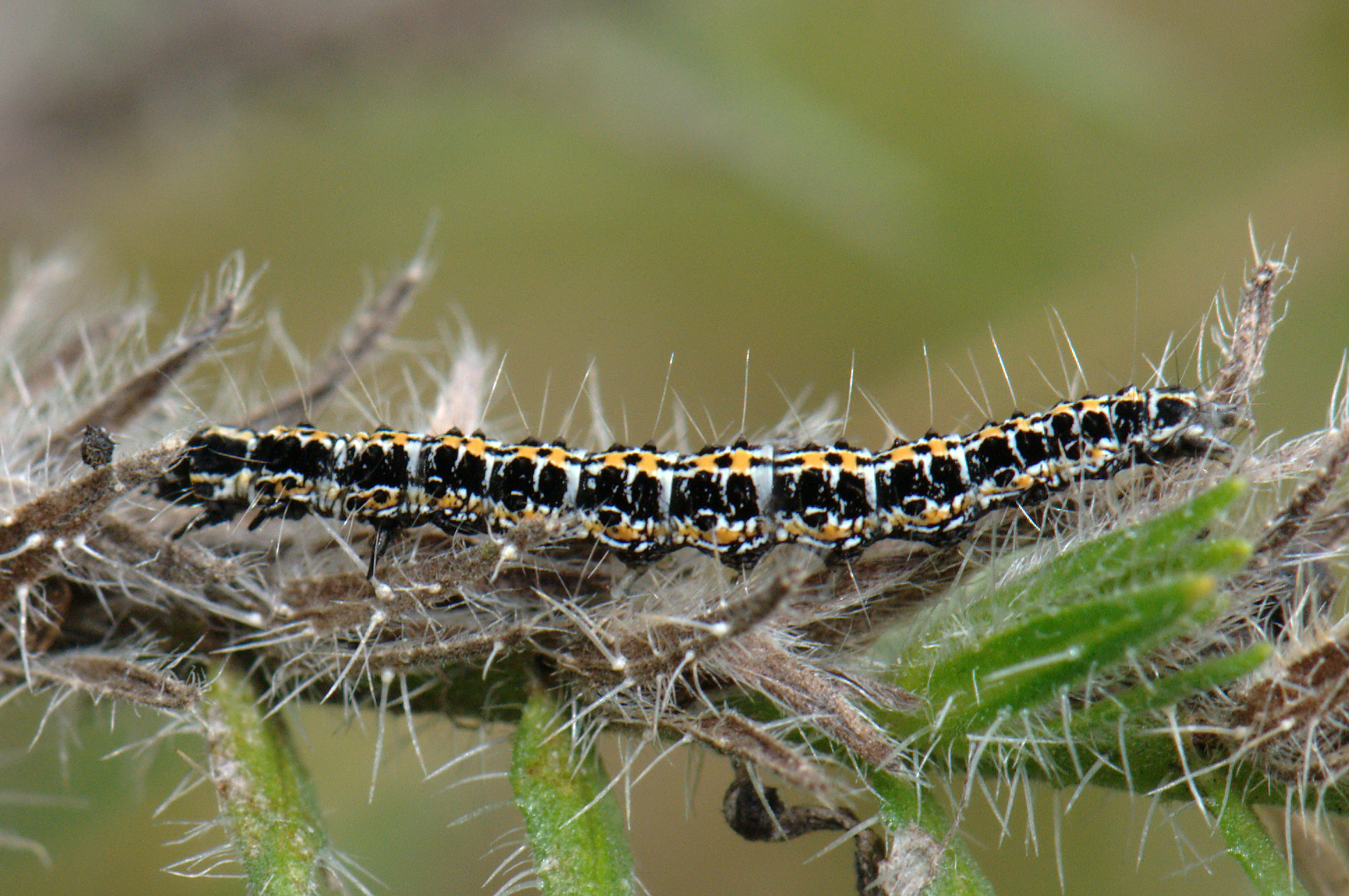
Housenka skvrnušky stepní
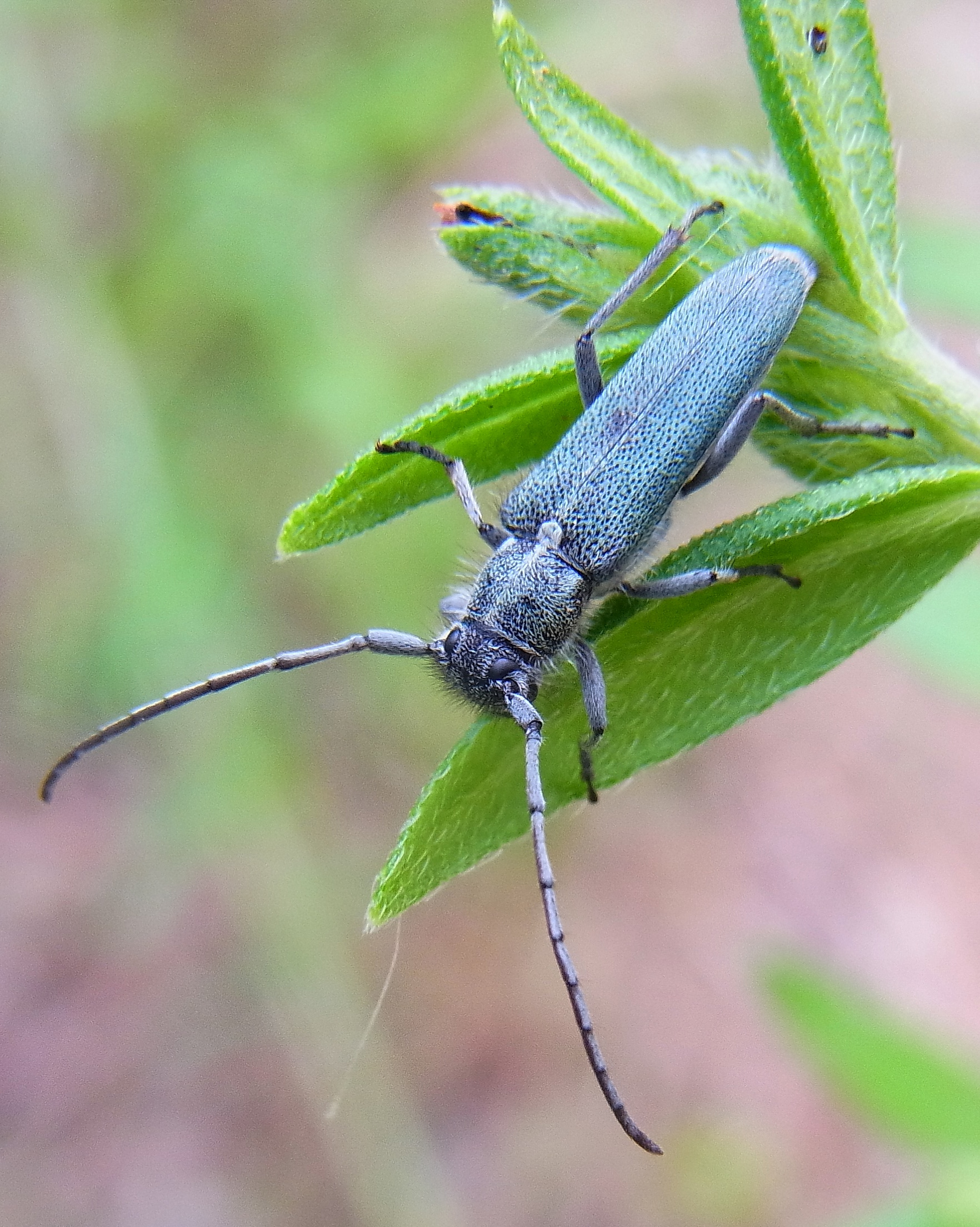
Kozlíček kovolesklý

## Ohrožené druhy hadinců
Některé hadince náležejí mezi ohrožené druhy. Jako kriticky ohrožené jsou v Červeném seznamu ohrožených druhů IUCN uvedeny 3 druhy. Druh Echium acanthocarpum se vyskytuje pouze na kanárském ostrově La Gomera, kde obývá oblast o rozloze pouhých 24 km2. Echium handiense je stenoendemit ostrova Fuerteventura, kde přežívá pouhých asi 150 exemplářů ve vrcholových partiích pohoří Jandía na ploše pouhého 1 km2. Echium portosanctense roste na madeirském ostrově Porto Santo na 2 lokalitách (Pico Branco a Pico da Gandaia), jejichž celková rozloha je jen asi 8 km2. Hadinec červený (Pontechium maculatum, syn. Echium maculatum) je v Červeném seznamu cévnatých rostlin České republiky veden v kategorii C1 (kriticky ohrožené druhy).

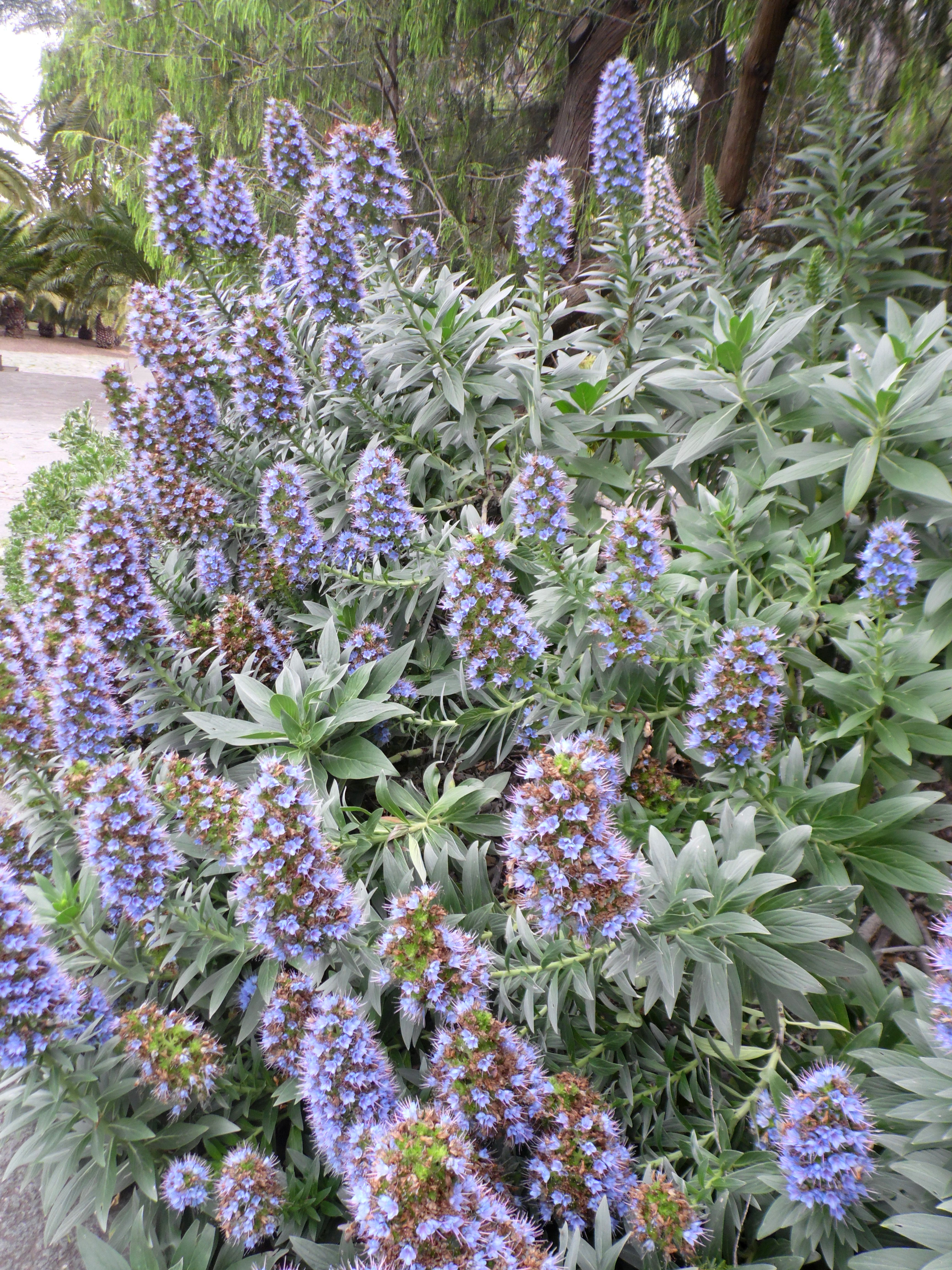
Kriticky ohrožený druh Echium acanthocarpum v botanické zahradě
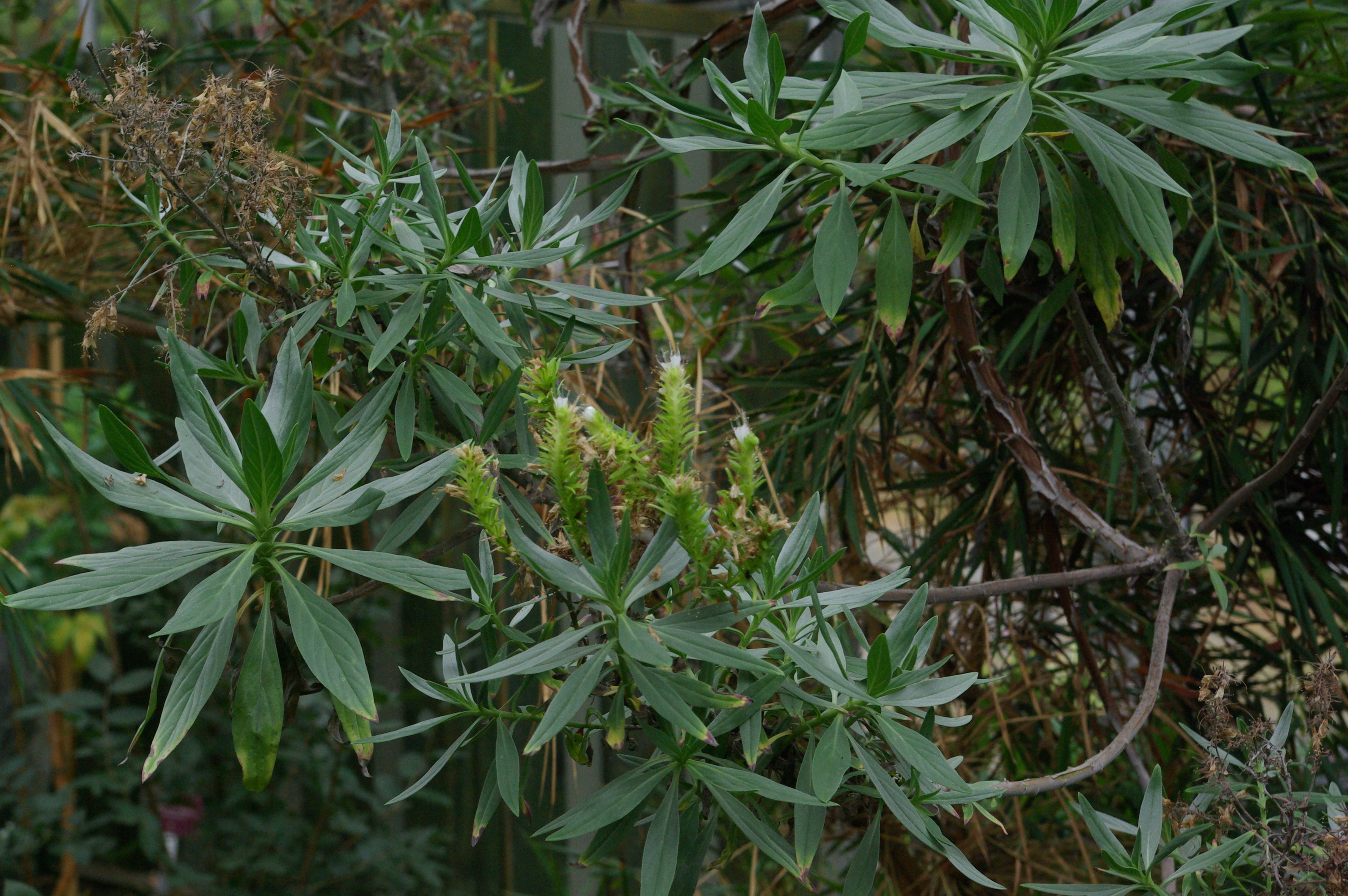
Kriticky ohrožený druh Echium handiense
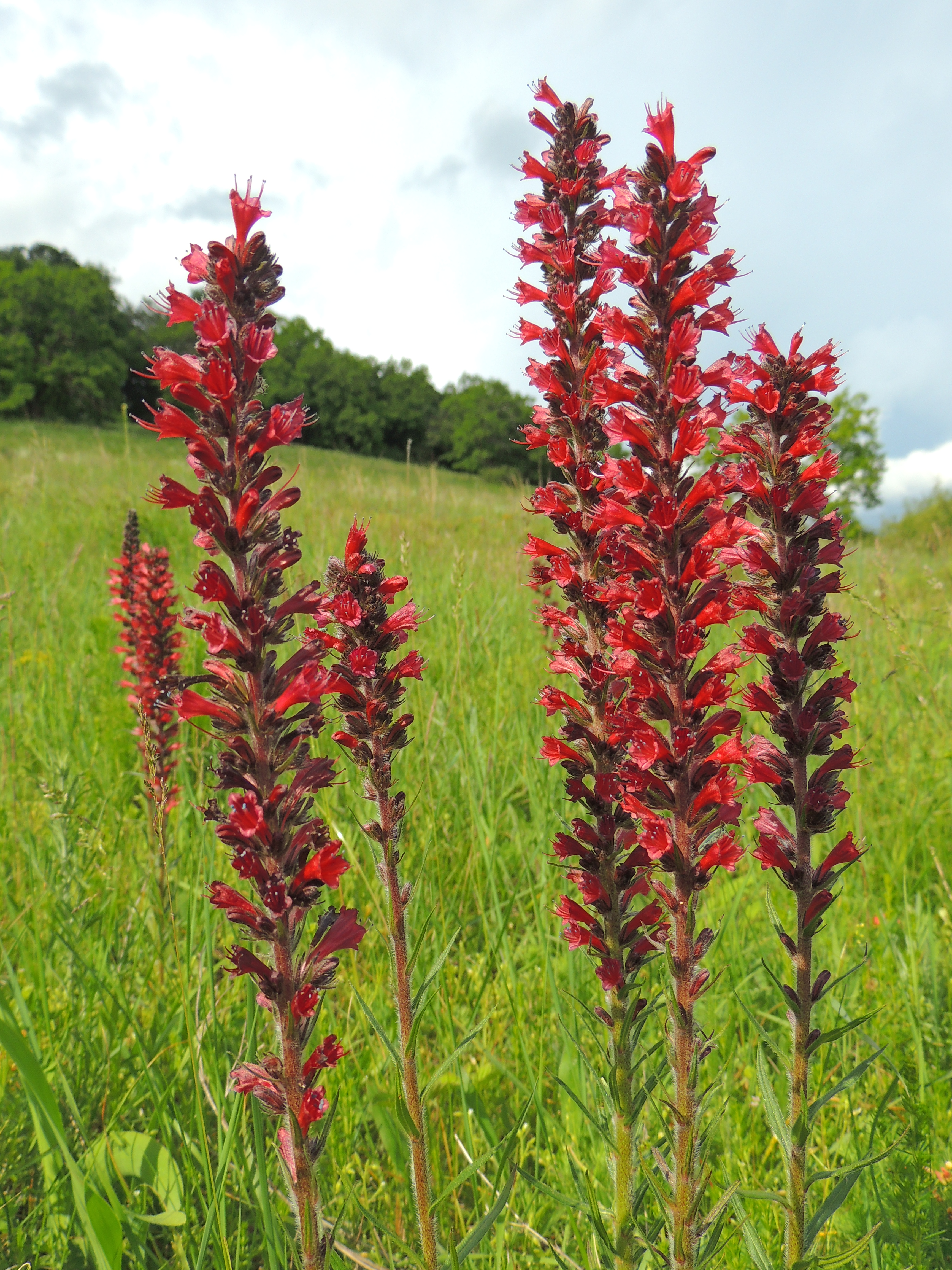
Hadinec červený

## Obsahové látky, jedovatost a invazivita
Hadince obsahují pyrrolizidinové alkaloidy, které je chrání před býložravci. Jedná se zejména o echimidin a jeho deriváty. Tyto alkaloidy jsou obsaženy v celé rostlině a v menší míře dokonce i v nektaru a pylu, byly proto zjištěny i v medu včel navštěvujících květy hadinců.
Akutní otrava hadincem se projevuje zejména hepatitidou, při chronické otravě se objevuje Buddův-Chiariho syndrom, spojený s uzávěrou jaterních žil a následným hromaděním krve v játrech. Poškození je nevratné a nejsou známy účinné léčivé prostředky. U člověka se otravy objevují jen velice zřídka. Štětinovité chlupy některých druhů včetně hadince obecného mohou způsobit podráždění a zánět kůže.
Hadinec jitrocelovitý je hlavním jedovatým plevelem v jižních oblastech Austrálie, kde způsobuje nemalé ekonomické ztráty vlivem otrav dobytka doprovázených zhoršením zdravotního stavu, snížením produktivity a zkrácením života. Na pastvinách se často stává dominantním druhem, v některých sušších oblastech jižní Austrálie je dokonce v podstatě jedinou pící. V době květu je rostlina pro pasoucí se zvířata neatraktivní (za květu je obsah alkaloidů nejvyšší) a rovněž seno z těchto porostů má nízkou hodnotu. Do Austrálie se rostlina dostala v 50. letech 19. století, o 40 let později již probíhalo její invazní šíření. Vůči otravě jsou nejcitlivější koně a prasata. Někteří koně hynou již po několika málo týdnech pasení. Nejméně citlivé jsou ovce a kozy, neboť přežvýkavci mají v trávicím traktu mikroorganismy, které účinek obsažených alkaloidů do značné míry neutralizují ještě dříve, než se dostanou do jater. Četnost hadince na pastvinách může být redukována vhodným managementem, koncem 20. století se též započalo s biologickým bojem a do Austrálie byla dovezena drobná můra Dialectica scalariella, jejíž larvy minují v listech hadince, a několik druhů brouků živících se touto rostlinou, mj. kozlíček kovolesklý (Opsilia coerulescens), nosatec Mogulones geographicus a mandelinka Longitarsus echii.
Na Novém Zélandu působí škody hadinec obecný, který se zde rovněž rozšířil na velkých plochách.

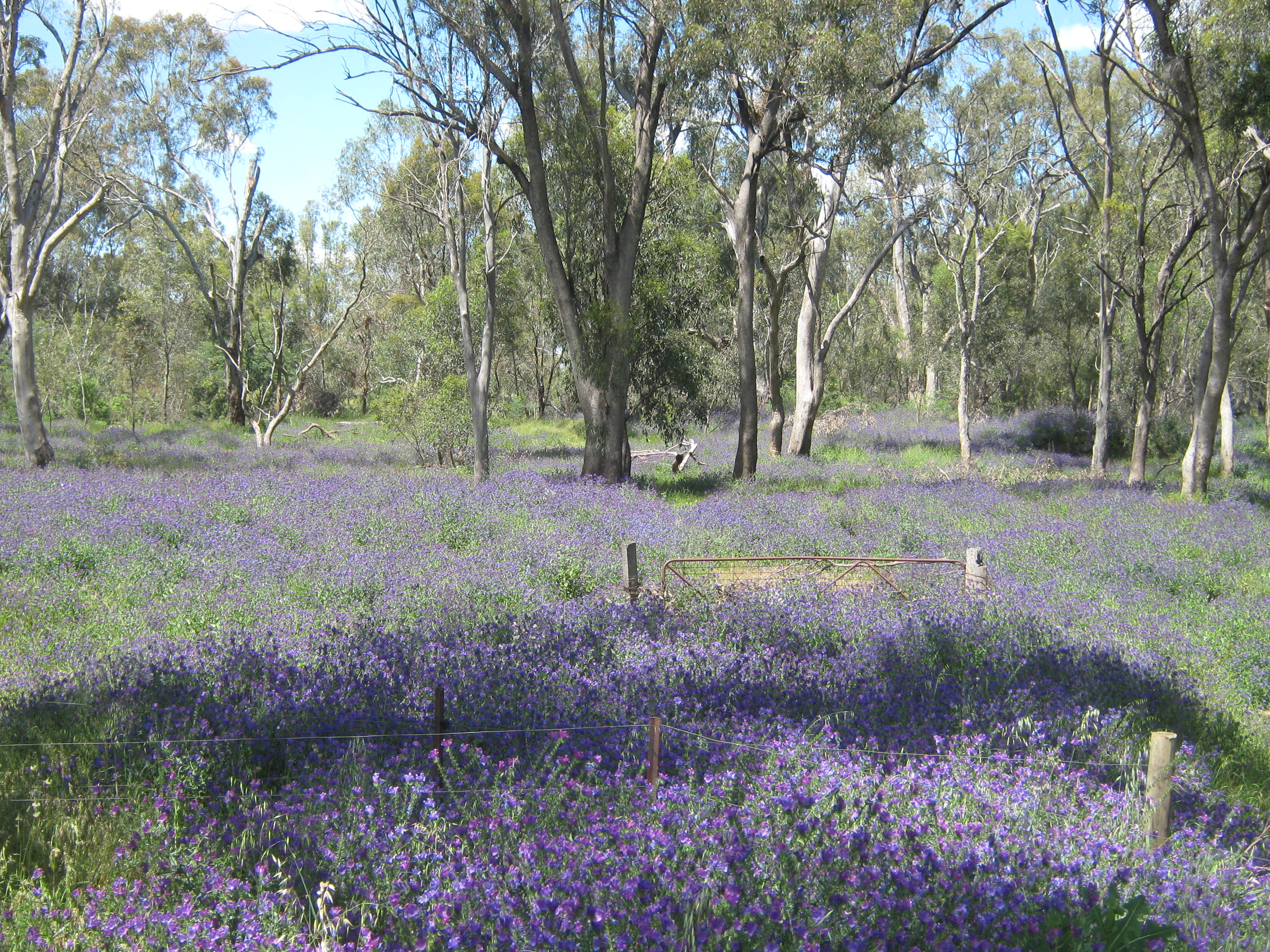
Porost hadince jitrocelovitého v Austrálii
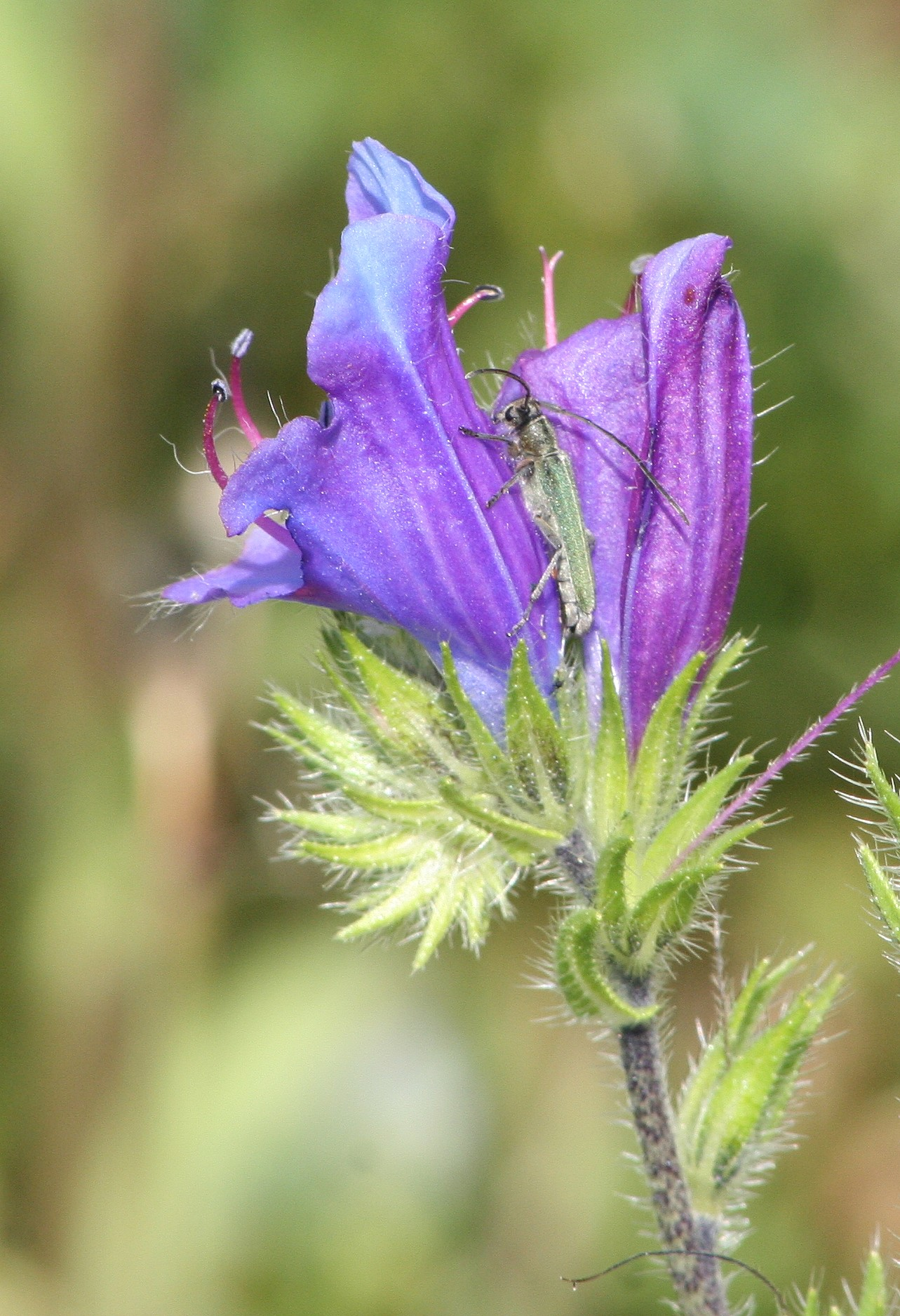
Detail hadince jitrocelovitého
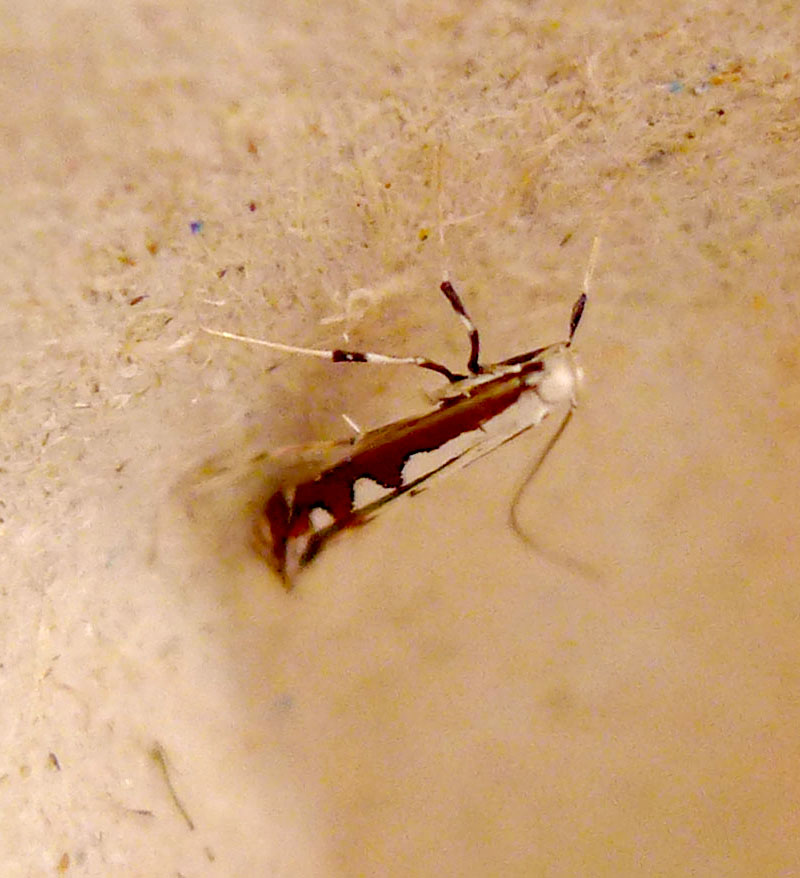
Drobná můra Dialectica scalariella
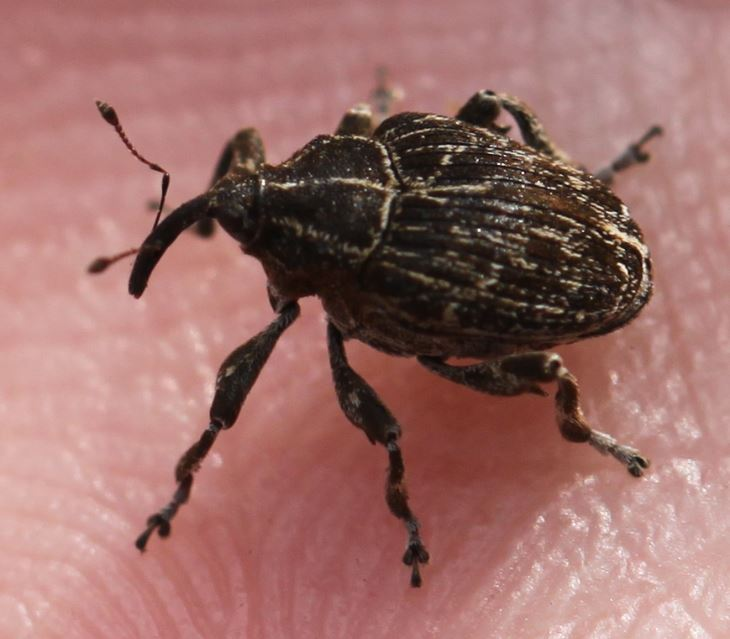
Nosatec Mogulones geographicus

## Taxonomie
Rod Echium je v rámci čeledi Boraginaceae řazen do podčeledi Boraginoideae a tribu Lithospermeae.
Historicky byl tento rod pojímán široce a byly do něj řazeny i jihoafrické taxony, v současnosti oddělované do samostatných rodů Lobostemon (28 druhů, vše endemity Kapska) a Echiostachys (3 druhy, endemity Kapska).
V roce 2000 byl druh Echium maculatum (hadinec červený, syn. E. russicum, E. rubrum) na základě výsledků molekulárních studií přeřazen do nového, samostatného rodu Pontechium jako Pontechium maculatum. Výsledky analýz totiž ukázaly, že tento taxon představuje bazální vývojovou větev, sesterskou s kladem obsahujícím skupinu 3 samostatných rodů (Echium, Lobostemon a Echiostachys). Rod Echium je proto v klasickém pojetí parafyletický a zmíněnou bazální větev bylo nutno vyjmout do samostatného rodu. V české botanické literatuře tato taxonomická změna dosud nebyla reflektována.
|  | \| \| Lobostemon \| \| \| \| \| \| Echiostachys \| \| \| \| |
|  |                                                             |
|  | Echium (hadinec)                                            |
|  |                                                             |
|  | Lobostemon                                                  |
|  |                                                             |
|  | Echiostachys                                                |
|  |                                                             |

|  | Lobostemon   |
|  |              |
|  | Echiostachys |
|  |              |

|  | \| \| Lobostemon \| \| \| \| \| \| Echiostachys \| \| \| \| |
|  |                                                             |
|  | Echium (hadinec)                                            |
|  |                                                             |
|  | Lobostemon                                                  |
|  |                                                             |
|  | Echiostachys                                                |
|  |                                                             |

|  | Lobostemon   |
|  |              |
|  | Echiostachys |
|  |              |

## Zástupci
- hadinec červený (Echium maculatum)
- hadinec italský (Echium italicum)
- hadinec jitrocelovitý (Echium plantaginoides)
- hadinec obecný (Echium vulgare)
- hadinec teidský (Echium wildpretii)

## Význam
Hadince jsou občas pěstovány jako okrasné zahradní rostliny. Vyžadují plné slunce a výživnou, dobře propustnou půdu. Nejrozšířenějším kultivarem je Echium vulgare ‘Blue Bedder’. Atraktivní makaronézské druhy jsou vhodné pro zahrady v oblastech s mediteránním klimatem, např. ve Středomoří či Kalifornii. Nejznámějším druhem z této skupiny je robustní hadinec teidský. Hadince se množí výsevem semen, vytrvalé druhy též řízkováním v létě. Některé kanárské druhy hadinců jsou uváděny ze sbírek Pražské botanické zahrady v Tróji.

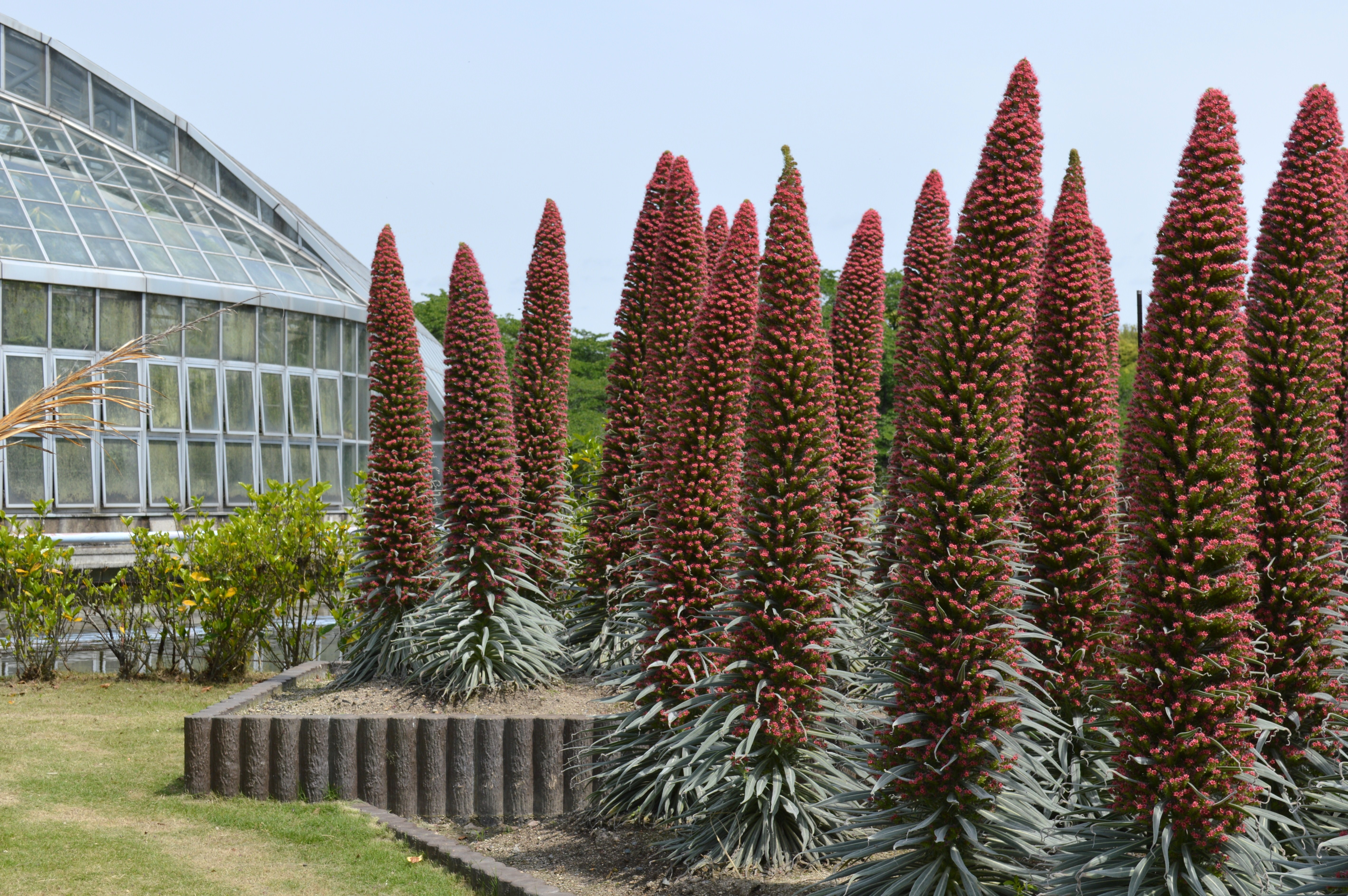
Hadinec teidský jako okrasná rostlina
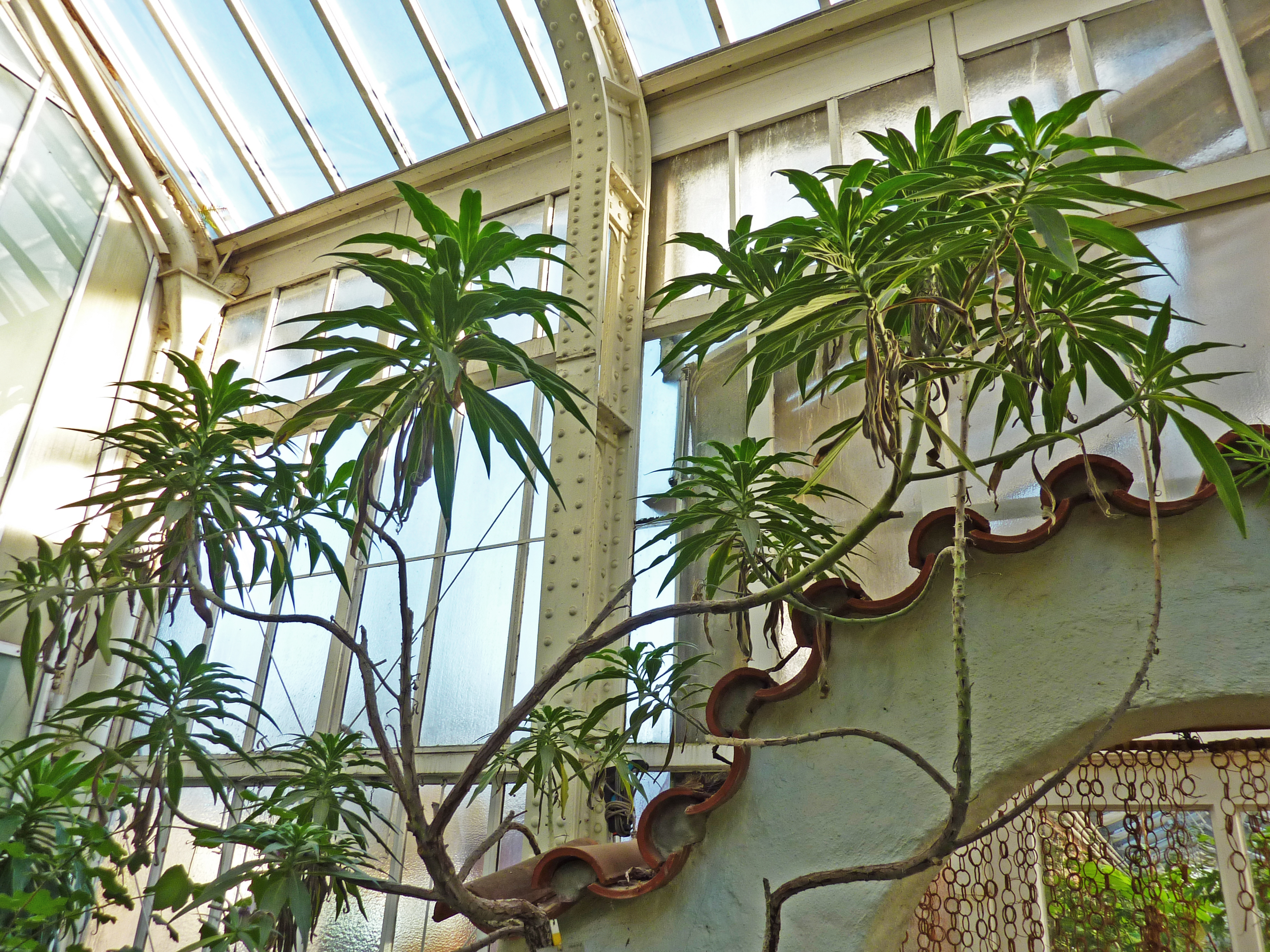
Echium webbii ve skleníku botanické zahrady v Berlíně
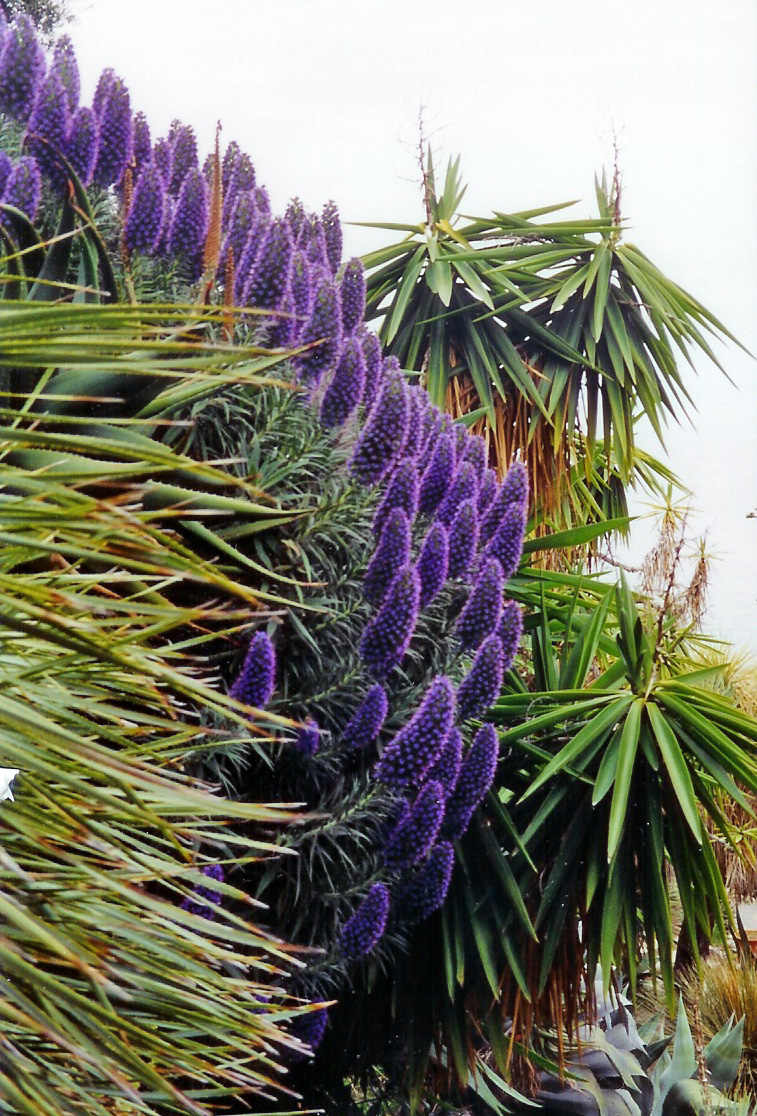
Echium candicans jako okrasná rostlina v Itálii
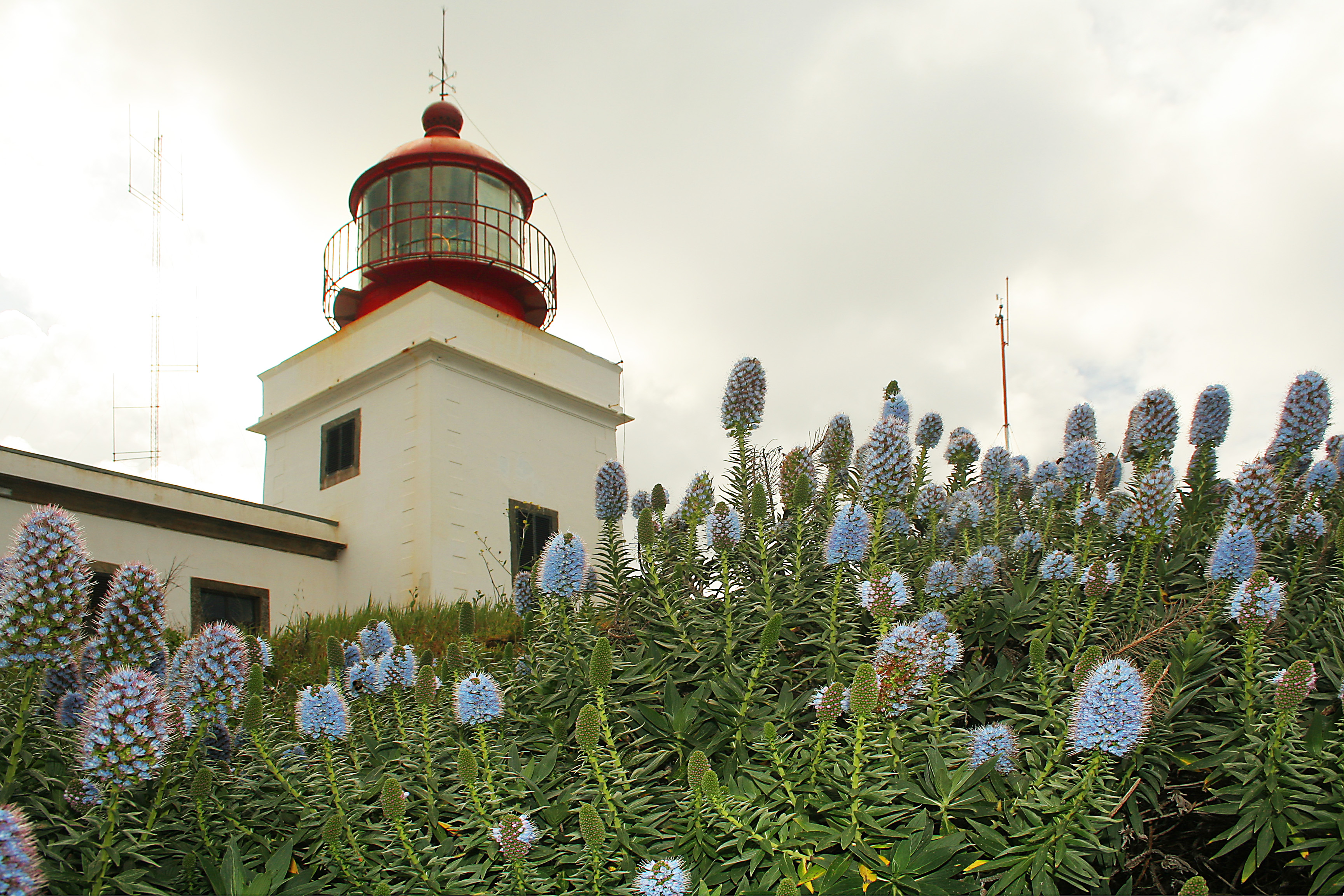
Echium nervosum na Madeiře
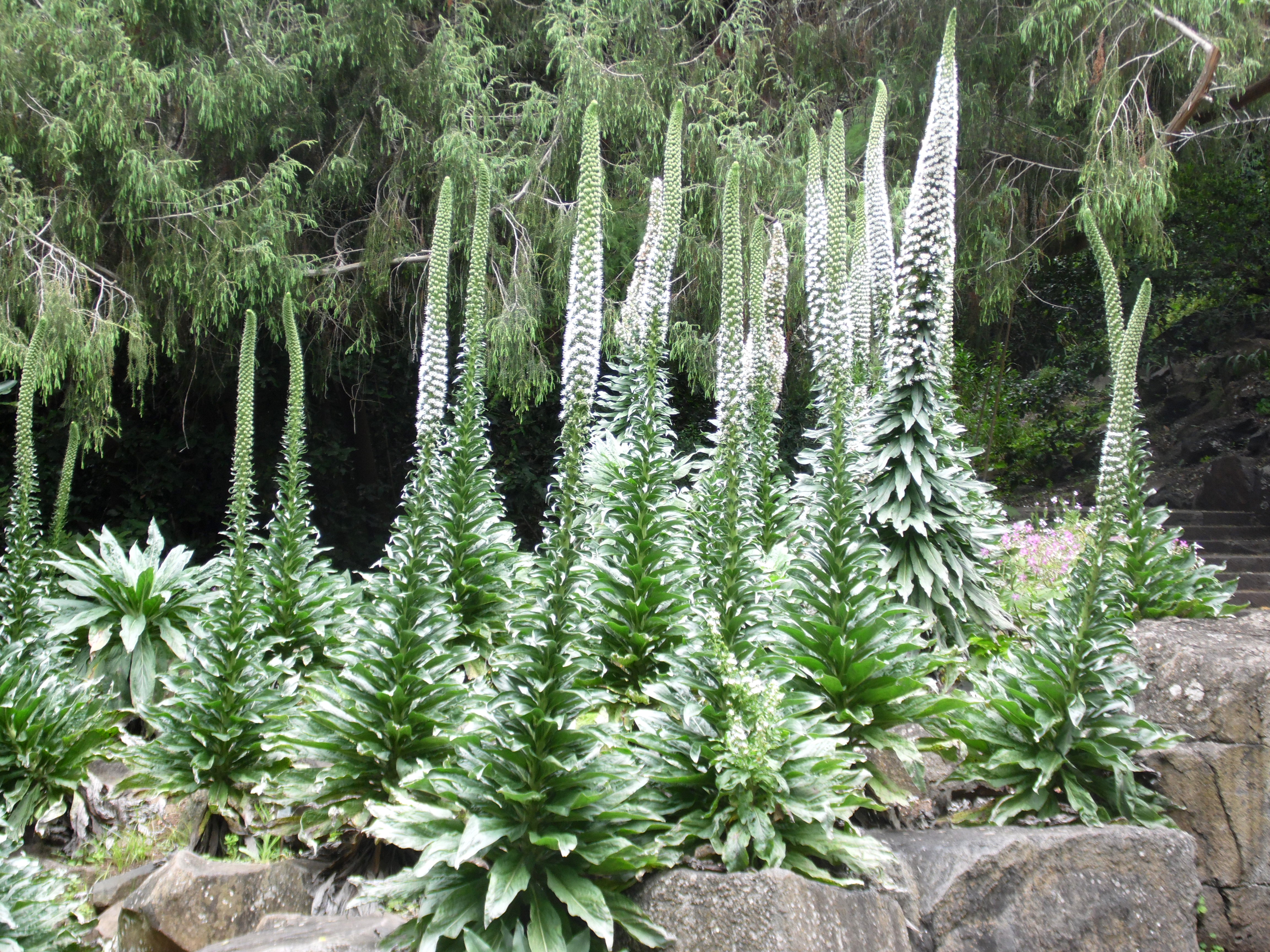
Echium simplex v botanické zahradě